# Wales Island (Brits-Columbia)

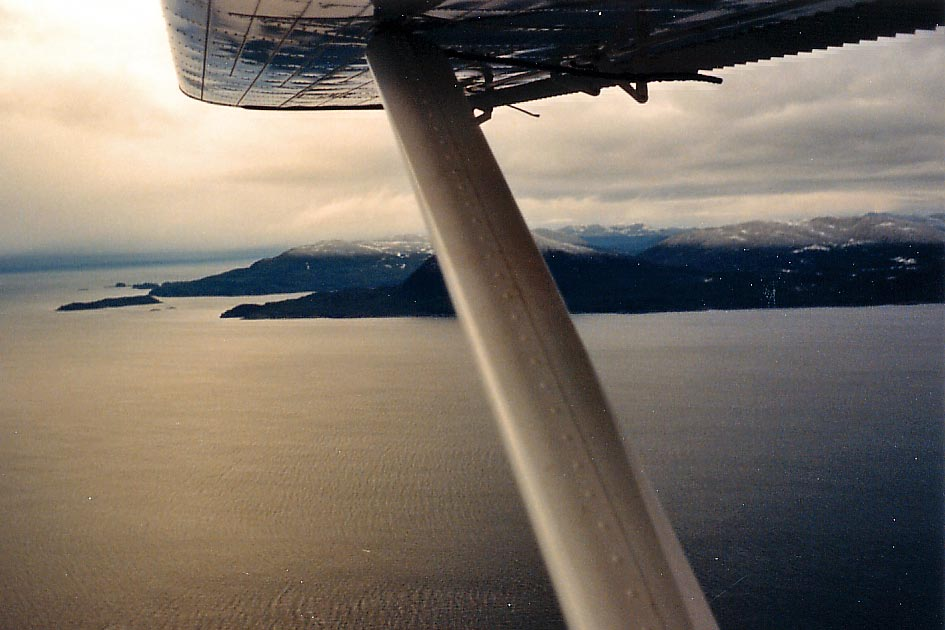
Zicht op Wales Island bij de monding van de Portland Inlet

Wales Island is een eiland in het westen van Brits-Columbia in Canada.

## Geografie
Het eiland heeft een oppervlakte van 91 vierkante kilometer. In het noordwesten wordt het eiland begrensd door het Pearse Canal (met maritieme grens tussen Canada en de Verenigde Staten) met aan de overzijde Fillmore Island en het vasteland van Alaska, in het noordoosten door de Wales Passage die het scheidt van Pearse Island, in het zuidoosten door de Portland Inlet die het scheidt van het vasteland van Canada en Somerville Island, in het zuiden de Chatham Sound en in het zuidwesten door de Tongass Passage (maritieme grens) die het scheidt van Sitklan Island in Alaska.
De wateren rond het eiland liggen in de mariene ecoregio Noord-Amerikaans Pacifisch Fjordland.

## Geschiedenis
In augustus 1793, tijdens zijn verkenning van de westkust van Noord-Amerika in HMS Discovery, noemde kapitein George Vancouver Wales Point, bij de ingang van Portland Inlet, naar William Wales, kapitein van de Royal Mathematical School in Christ's Hospital in Londen. Zowel Wales als Vancouver hadden kapitein James Cook vergezeld op zijn tweede omvaart van de wereld in de HMS Resolution van 1772-1775. George Vancouver was toen een jonge adelborst en William Wales was de astronoom van het schip. Vancouver gaf Wales later de eer dat hij hem de nodige navigatievaardigheden had bijgebracht, waardoor hij zijn eigen verkenningen van de Pacifische regio in de vroege jaren 1790 kon maken. Vancouver vergezelde kapitein Cook ook op zijn derde en laatste reis in 1776-1779.